# Shayne Corson
Shayne Paul Corson (* 13. August 1966 in Barrie, Ontario) ist ein ehemaliger kanadischer Eishockeyspieler, der  im Verlauf seiner aktiven Karriere zwischen 1982 und 2004 unter anderem 1296 Spiele für die Canadiens de Montréal, Edmonton Oilers, St. Louis Blues, Toronto Maple Leafs und Dallas Stars in der National Hockey League auf der Position des linken Flügelstürmers bestritten hat. Seine größten Karriereerfolge feierte Corson, der dreimal am NHL All-Star Game teilnahm, im Trikot der kanadischen Nationalmannschaft mit den Siegen beim Canada Cup 1991 und der Weltmeisterschaft 1994. Sein Schwager ist der ehemalige kanadische Eishockeyspieler Darcy Tucker, der ebenfalls in der NHL aktiv war.

## Karriere
Corson begann seine Karriere 1982 bei den Barrie Colts in der OHA-Junior-B-Nachwuchsliga und wechselte zur folgenden Spielzeit in die Ontario Hockey League, wo er ein Jahr für die Brantford Alexanders und zwei für die Hamilton Steelhawks spielte. Im NHL Entry Draft, der jährlichen Talentziehung der National Hockey League, wurde er 1984 von den Montréal Canadiens an achter Position in der ersten Runde ausgewählt.
Im Jahr 1986 gab er für die Canadiens sein Debüt in der National Hockey League und stand zunächst bis 1992 im Kader der Canadiens. Danach ging er für drei Spielzeiten für die Edmonton Oilers, die letzte als Mannschaftskapitän, aufs Eis. Das Kapitänsamt hatte er im Anschluss auch im ersten von eineinhalb Jahren bei den St. Louis Blues inne, ehe er in der laufenden Spielzeit 1996/97 zu den Montréal Canadiens zurückkehrte, für die er bis 2000 die Schlittschuhe schnürte.
Von 2000 bis 2003 stand er bei den Toronto Maple Leafs unter Vertrag, bevor seine aktive Laufbahn in der Saison 2003/04 bei den Dallas Stars beendete.

### International
Corson vertrat die kanadische Nationalmannschaft bei den Junioren-Weltmeisterschaften 1985 und 1986, beim Canada Cup 1991, den Weltmeisterschaften 1993 und 1994 sowie bei den Olympischen Winterspielen 1998 in Nagano. 
Mit seiner Mannschaft wurde er 1985 Junioren-Weltmeister. Anschließend wurde er bei der Junioren-Weltmeisterschaft 1986, bei der Kanada die Silbermedaille gewann, in das All-Star-Team gewählt und war der Spieler mit den meisten Toren und Punkten. 1991 gewann er mit der Nationalmannschaft den Canada Cup und 1994 die Weltmeisterschaft.

## Erfolge und Auszeichnungen
- 1990 Teilnahme am NHL All-Star Game
- 1994 Teilnahme am NHL All-Star Game
- 1998 Teilnahme am NHL All-Star Game

### International
| - 1985 Goldmedaille bei der U20-Junioren-Weltmeisterschaft - 1986 Silbermedaille bei der U20-Junioren-Weltmeisterschaft - 1986 Topscorer der U20-Junioren-Weltmeisterschaft - 1986 Bester Torschütze der U20-Junioren-Weltmeisterschaft | - 1986 All-Star-Team der U20-Junioren-Weltmeisterschaft - 1991 Goldmedaille beim Canada Cup - 1994 Goldmedaille bei der Weltmeisterschaft |

## Karrierestatistik

### International
Vertrat Kanada bei:
| - Junioren-Weltmeisterschaft 1985 - Junioren-Weltmeisterschaft 1986 - Canada Cup 1991 | - Weltmeisterschaft 1993 - Weltmeisterschaft 1994 - Olympischen Winterspielen 1998 |

(Legende zur Spielerstatistik: Sp oder GP = absolvierte Spiele; T oder G = erzielte Tore; V oder A = erzielte Assists; Pkt oder Pts = erzielte Scorerpunkte; SM oder PIM = erhaltene Strafminuten; +/− = Plus/Minus-Bilanz; PP = erzielte Überzahltore; SH = erzielte Unterzahltore; GW = erzielte Siegtore; 1 Play-downs/Relegation; Kursiv: Statistik nicht vollständig)